# Discretitheca
Discretitheca là một chi thực vật có hoa trong họ Hoa môi (Lamiaceae).

## Loài
Chi Discretitheca gồm các loài: